# Kanubenahalli, Hosadurga
Kanubenahalli là một làng thuộc tehsil Hosadurga, huyện Chitradurga, bang Karnataka, Ấn Độ.